# Телефонограмма

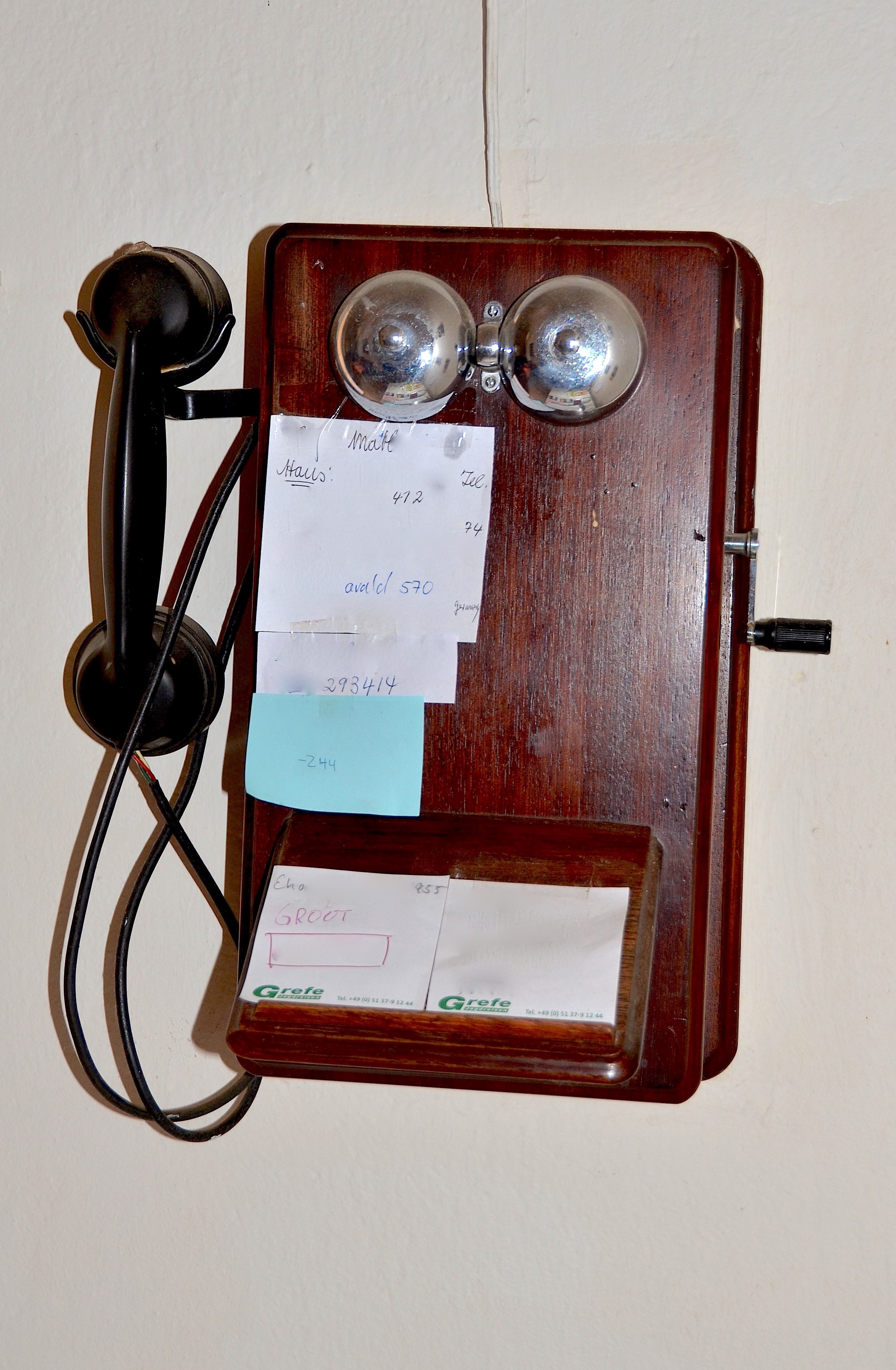
Для приёма телефонограмм использовались настенные или настольные телефоны ранних моделей с деревянным корпусом, как правило, без номеронабирателя. На фото показан такой аппарат в современной Намибии (2014), с бумагами для записи на доске

Телефонограмма — разновидность голосового сообщения, широко применявшаяся наряду с телеграммой до появления персональных средств связи. От последней отличается простотой, дешевизной и оперативностью передачи, отсутствием потребности в специальном техническом и шифровальном оборудовании, штате обслуживающего персонала, бланках с печатью, кодировании и декодировании передаваемого текста, и т. д. Применялась для передачи служебной информации и распоряжений, требующих быстрой передачи и ознакомления адресата. В госучреждениях, вооружённых силах и полицейских структурах связь при помощи телефонограмм практиковалось до конца XX века, в странах третьего мира используется до сих пор.

## Механизм приёма и учёта телефонограмм
Для приёма телефонограмм в каждом советском учреждении, оборудованном телефоном, у телефона всегда дежурил дневальный (назначаемый только из числа умеющих писать, что было большой проблемой в дореволюционной России, см. ликвидация безграмотности), который, как правило, при помощи карандаша (чтобы можно было потом исправить ошибки) записывал полученную им информацию, — текст телефонограммы и кому она предназначена, а также время её поступления, — в специальный журнал учёта телефонограмм, представляющий собой амбарную книгу. До массовой телефонизации страны, телефонограммы были единственной формой быстрой связи с колхозами, сельсоветами, артелями, малыми предприятиями и отдельными военными частями, расположенными вне гарнизонов, куда нецелесообразно было проводить телеграфные линии, поскольку телеграф требовал устройство телеграфного узла, набор на работу в нём телеграфисток, режим секретности, оформление допусков к работе со спецоборудованием и секретными данными, и т. д., что могли позволить себе только крупные посёлки и крупные предприятия не меньше комбината, кроме того от времени продиктования текста телеграммы отправителем до её передачи почтальоном или связистом конечному адресату проходило значительное время, телефонограмма же в этом отношении была значительно быстрее, поскольку существенно сокращала количество звеньев в цепочке передачи. После получения телефонограммы, текст её передавался адресату либо в явочном порядке, то есть по прибытии того к посту (когда председатель или секретарь парторганизации колхоза возвращался к себе в кабинет, ему докладывали текст полученных телефонограмм), либо в порядке личного извещения, с вестовым, если сообщение представляло особую важность.